# Гетерофиллия

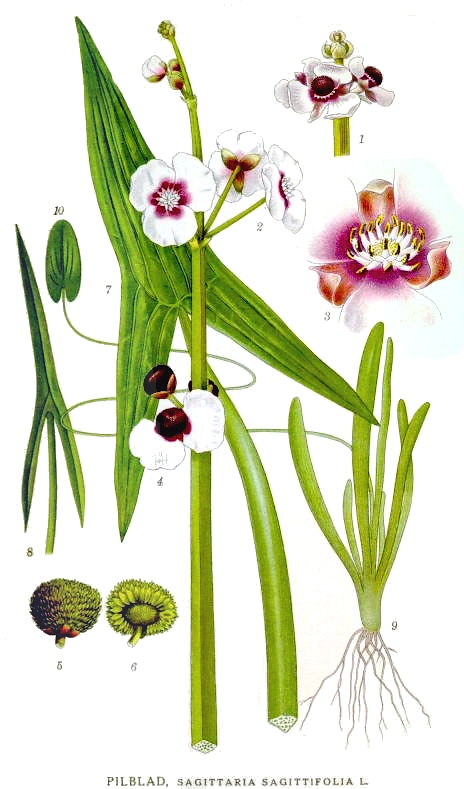
Три типа листьев у стрелолиста обыкновенного: подводные лентовидные (9), плавающие яйцевидные (10) и надводные стреловидные (7 и 8).

Гетерофилли́я (от греч. ἕτερος — «иной» и φύλλον — «лист»), или разноли́стность, или разноли́ственность — особенность некоторых видов растений, заключающаяся в наличие у одного и того же экземпляра листьев, отличающих друг от друга формой, размером, строением, функциями и пр. Нижние листья, к примеру, могут быть нефотосинтезирующими, чешуевидными; срединные — фотосинтезирующими, с листовой пластинкой; верхние — специфического строения, с функциями прицветников.
В более узком смысле под гетерофиллией понимается явления, при котором наблюдается отличие друг от друга листьев срединной формации в пределах отдельно взятого побега. Это отличие может быть связано как с внешними условиями развития побега, так и с возрастными изменениями. Гетерофиллия, к примеру, характерна для водных растений, одна часть которых развивается под водой, а другая — над ней. К примеру, у такого известного водного растения, как стрелолист обыкновенный (Sagittaria sagittifolia), имеются листья трёх типов: подводные листья — тонкие, лентовидные; плавающие — длинночерешковые, с листовой пластинкой яйцевидной или овальной формы; надводные же листья имеют характерную треугольно-стреловидную пластинку. У некоторых водных растений подводные листья сильно рассечены; эта особенность имеет приспособительное значение, поскольку так лучше усваивается углекислый газ, растворённый в воде.
Гетерофиллии противопоставляется изофиллия — одинаковость формы и размеров листьев у вида растений (или у отдельного экземпляра).